# Izločanje
Izločanje (s tujko ekskrecija, iz latinsko excernere) je proces, s katerim se odpadni produkti presnove odstranijo iz organizma. Nanaša se predvsem na odstranjevanje dušika, ki se sprošča v obliki aminoskupine pri razgradnji aminokislin in je ob kopičenju strupen za organizem, še posebej amonijak, ki je prva stabilna oblika odpadnega dušika. Soroden proces je iztrebljanje, s katerim višji organizmi odstranjujejo neprebavljene ostanke hrane.
Oblika izločka je odvisna od količine vode, ki jo ima organizem na voljo. Najpreprostejši način je neposredno izločanje amonijaka z difuzijo, ki pa mora biti raztopljen v veliki količini vode, da njegova koncentracija ne doseže meje, nad katero je za celice strupen. Okvirno je to pol litra vode za gram amonijaka, zato je ta mehanizem značilen predvsem za vodne živali. Večina živali namesto tega izloča amonijak v obliki sečnine ali sečne kisline, za sintezo katerih morajo porabljati energijo v obliki ATP. Sečnina je strupena šele pri desetkrat večji koncentraciji kot amonijak, zato je zanjo potrebna le desetina vode, sečna kislina pa pri stokrat večji koncentraciji. Poleg tega je sečna kislina slabo topna v vodi in se obori iz telesnih tekočin, s tem pa ne prispeva k toničnosti izločkov.

## Oblika dušika

### Amonijak
Živalim, ki neposredno izločajo amonijak, pravimo amoniotelične. Sem spadajo vodni nevretenčarji in večina pravih kostnic, nekatere kopenske živali pa izločajo amonijak v plinasti obliki v zrak.
Posebnost so nekatere sipe, raki in plaščarji, ki kopičijo odpadne aminoskupine v specializiranih kamricah v telesu, s katerimi povečajo plovnost.

### Sečnina
Večina vretenčarjev je ureoteličnih, torej izločajo dušik v obliki sečnine. Pri njih so v ta namen razvita izločala. Sečnina nastaja z reakcijami cikla sečnine, ki potekajo v jetrih, produkt pa nato obtočila prenesejo do ledvic, ki imajo vlogo filtriranja sečnine ter telesu tujih snovi in tudi uravnavanja količine vode v telesu. Njihov produkt je seč, ki se na koncu izloči iz telesa kot urin. Del odpadnih snovi se poleg tega izloča skozi kožo (z znojenjem) in dihala, večje molekule pa z žolčem skozi črevo.
Vlogo ledvic pri ribah nadomeščajo škrge, ki izločajo sečnino neposredno v okoliško vodo.

### Sečna kislina
Najbolj specializiran sistem imajo urikotelične živali, ki izločajo sečno kislino in sorodni gvanin. Sečna kislina je slabo topna v vodi in se obori v obliki belih kristalčkov, ki jih nato žival izloči. Po tem so znani predvsem žuželke, plazilci in ptiči. Prednost izločanja sečne kisline je majhna poraba vode, te živali pogosto živijo v sušnih okoljih, ptiče pa bi zaloga vode za izločanje tudi preveč obtežila za letenje.